# Evaristo de Macedo
Evaristo de Macedo Filho (* 22. Juni 1933 in Rio de Janeiro) ist ein ehemaliger brasilianischer Fußballspieler und -trainer.

## Karriere

### Spieler
Evaristo spielte ursprünglich beim Madureira EC im Norden von Rio, ehe er 1953 zum Spitzenverein zum CR Flamengo wechselte. Mit dem Verein gewann er von 1953 bis 1956 dreimal hintereinander die Staatsmeisterschaft von Rio de Janeiro sowie 1956 die Meisterschaft der Staatsmeister von Rio und São Paulo.
1952 gehörte er zum Aufgebot Brasiliens bei den Olympischen Spielen in Helsinki, das im Viertelfinale mit 2:4 nach Verlängerung gegen Deutschland ausschied. Von 1955 bis 1957 bestritt er auch 14 Spiele für die brasilianische Nationalmannschaft und erzielte dabei acht Tore. Im März 1957 erzielte er bei der Südamerikameisterschaft in Lima, Peru, beim 9:0-Sieg gegen Kolumbien fünf Treffer – bislang die meisten Tore eines Spielers in einem Spiel für Brasilien. Am Ende belegte Brasilien in dem Turnier den zweiten Platz.
1957 wechselte er nach Spanien zum FC Barcelona. Dort erzielte er 178 Tore in 226 Spielen und zählt mit 0,8 Treffern pro Spiel zu den besten Torschützen der Vereinsgeschichte. Mit Barça gewann er zwei Mal die spanische Meisterschaft, einmal den spanischen Pokal und zweimal den Messepokal.
Nachdem das Hinspiel des Finales der Erstausspielung des Messepokals 1958 gegen die Auswahl von London im Stadion an der Stamford Bridge mit 2:2 endete, steuerte Evaristo beim 6:0 im Rückspiel zwei Tore zum Sieg im Wettbewerb bei. Beim zweiten Messepokal-Triumph 1960 wurde er gleichzeitig Torschützenkönig des Wettbewerbs, wenngleich er in den Finalspielen gegen Birmingham City nicht zum Einsatz kam. In Erinnerung blieb sein mit der Sohle erzielter Treffer acht Minuten vor Spielende zum 2:0 im Rückspiel der Zweitrundenbegegnung im Europapokal der Landesmeister gegen Titelverteidiger Real Madrid. Da Real durch Evaristos Landsmann Canário nur mehr auf 1:2 verkürzen konnte, schied der Titelverteidiger erstmals aus diesem Wettbewerb aus, nachdem das Hinspiel in Madrid 2:2 endete. Im Finale unterlag Barcelona gegen Benfica Lissabon aus Lissabon mit 2:3.
1962 wechselte er zu Real Madrid und gewann mit den Hauptstädtern 1963 und 1964 zwei weitere Meisterschaften, bestritt aber in jener Zeit nur 17 Ligaspiele, bei denen er vier Tore erzielte.
Anschließend kehrte er nach Rio zurück, wo er mit Flamengo 1965 eine weitere Staatsmeisterschaft gewann und dort 1967 seine Spielerlaufbahn beendete.

### Trainer
Größter Erfolg war der Gewinn Brasilianischen Meisterschaft von 1988 mit dem EC Bahia nach Ergebnissen von 2:1 und 0:0 in den Finalspielen gegen den SC Internacional aus Porto Alegre. 1970, 1971, 1973, 1988, 1998 und 2001 gewann er mit Bahia auch die Staatsmeisterschaft von Bahia. Ein großer Erfolg war auch der Gewinn des Brasilianischen Pokals mit dem Grêmio FBPA 1997. Mit dem Verein gewann er bereits 1990 die Staatsmeisterschaft von Rio Grande do Sul. Zu seiner beachtlichen Titelsammlung gehören auch die vier Mal die Staatsmeisterschaft von Pernambuco in den Jahren 1972, 1976, 1978 und 1979 mit dem Santa Cruz FC.
1985 war er für sechs Freundschaftsspiele brasilianischer Nationaltrainer, wurde aber im Juni durch Telê Santana abgelöst, der die Mannschaft zum Weltmeisterschaftsturnier in Mexiko führte. Evaristo selbst betreute dort die irakischen Nationalelf, die dort zwar punktlos blieb, aber mit 1:4 wenigstens eine noch relativ achtbare Tordifferenz aufwies.
Mit Katar gewann er 1992 den Golfpokal.

## Erfolge
Spieler
- Pequeña Copa del Mundo de Clubes: 1957
- Messepokal: 1955–1958, 1958–1960
- Spanische Meisterschaft: 1959, 1960, 1963, 1964
- Spanischer Pokal: 1959
- Meisterschaft der Staatsmeister von Rio und São Paulo: 1956
- Staatsmeisterschaft von Rio de Janeiro: 1953, 1954, 1955, 1965
- Torschützenkönig im Messepokal: 1960

Trainer
- Staatsmeisterschaft von Bahia: 1970, 1971, 1973, 1988, 1998, 2001
- Staatsmeisterschaft von Pernambuco: 1972, 1978, 1979
- WM-Teilnahme: 1986
- Meisterschaft von Brasilien: 1988
- Staatsmeisterschaft von Rio Grande do Sul: 1990
- Golfpokal: 1992
- Pokal von Brasilien: 1997
- Copa do Nordeste: 2001